# Кузнецов, Владимир Васильевич (ботаник)
Влади́мир Васи́льевич Кузнецо́в (род. 29 сентября 1950) — советский и российский ботаник, доктор биологических наук (1992), профессор (1994), член-корреспондент Российской академии наук (2008).
Директор Института физиологии растений им. К. А. Тимирязева РАН в 1997—2017 годах. Профессор кафедры ботаники, физиологии, патологии растений и агробиотехнологии Аграрного факультета РУДН.

## Биография
Родился 29 сентября 1950 года в пос. Сява Шахунского района Горьковской области.
Закончил Марийский политехнический институт (1973). 1973—1974 годы — срочная служба в Группе советских войск в Германии.
Окончил аспирантуру Института физиологии растений АН СССР (1977), защитил кандидатскую диссертацию (1979). С 1977 года — младший научный сотрудник ИФР АН СССР, учёный секретарь института, заместитель директора, директор; 1986-90 — руководитель научной группы молекулярных механизмов стресс-реакции и адаптации; с 1990 — заведующий лабораторией физиологических и молекулярных механизмов адаптации.
С 1997 — заведующий кафедрой ботаники, физиологии, патологии растений и агробиотехнологии Российского университета дружбы народов (РУДН); директор Института физиологии растений им. К. А. Тимирязева РАН (ИФР РАН), зав. отделом молекулярных механизмов регуляции физиологических процессов, адаптации и биотехнологии, руководитель научной группы биобезопасности.

## Научная деятельность
Область научных интересов: физиология и биохимия растений, прежде всего вопросы стресса, адаптации и выживания, регуляции экспрессии генома, трансгеноза и биобезопасности.
Тема докторской диссертации: «Индуцибельные системы и их роль в адаптации растений к стрессорным факторам» (специальность «физиология растений»).
Проводимые исследования направлены на развитие нового перспективного научного направления — молекулярной физиологии растений, прежде всего молекулярной экологии. Эти исследования занимают центральное место в разработке фундаментальных основ стресса, адаптации и выживания растений, в том числе и в условиях мегаполисов, и открывают новые перспективы для создания стресс-толерантных растений.

## Научно-организационная деятельность
Главный редактор журнала «Физиология растений», председатель Научного совета по физиологии растений и фотосинтезу РАН, президент Общества физиологов растений России, национальный представитель в Федерации европейских обществ биологов растений (FESPB).
Председатель Технического комитета Агентства по техническому регулированию и метрологии РФ «Биологическая безопасность продуктов питания, кормов и услуг населению и методы её контроля»; член комиссии РАН по проведению конкурсов на гранты и медали для студентов и молодых ученых.
Член ряда ведущих зарубежных научных обществ (FESPB, ASPB, SSPB и JSPP) и редколлегий четырёх зарубежных научных журналов. Избран членом Международной ассоциации «Applied Botany», иностранным членом Академии наук Грузии, членом РАЕН.
В течение многих лет является членом комиссии по антигололедным средствам при Департаменте охраны природы Правительства Москвы.

## Награды
- Лауреат премии имени К. А. Тимирязева Российской академии наук.
- Награждён юбилейной медалью, посвящённой 850-летию Москвы.
- Присвоено звание «Почетный житель муниципального образования Марфино в городе Москве».

## Публикации
Автор более 250 научных работ, опубликованных в ведущих международных и отечественных научных изданиях, ряда коллективных монографий, изданных за рубежом; соавтор двух изданий учебника для вузов «Физиология растений» (2006, 2007); книги «Богиня флоры в Москве» (2003).